# 聖バレンタインの虐殺/マシンガン・シティ
聖バレンタインの虐殺/マシンガン・シティ（せいバレンタインのぎゃくさつ/マシンガン・シティ、en:The St. Valentine's Day Massacre）は、1967年に公開されたアメリカ合衆国のギャング映画。
映画は1929年アル・カポネの指揮で起きた聖バレンタインの虐殺を元にしている。
監督ロジャー・コーマン。脚本ハワード・ブラウン。出演ジェイソン・ロバーズ、ラルフ・ミーカー、ジョージ・シーガル、デヴィッド・キャナリー。
これまで低予算のB級映画を作り続けてきたコーマンが20世紀フォックスの支援で、これまでで最大の予算（推定250万ドル）を与えられ作られた。ポール・フリーズによるナレーションで事件に至るまでの出来事をドキュメンタリードラマ形式に描いている。コーマン曰く、『最も正確で史実に基づいたギャング映画』を作ることができたと語っており、事実多くの部分が歴史的詳細に表現されており、ノンフィクションドラマとしての評価が高い。
若手時代のブルース・ダーンやジャック・ニコルソンなども出演していたことで知られている。

## あらすじ
狂騒の20年代、シカゴで2つのライバルギャングの間で抗争が勃発する。サウスサイド・ギャングのボスは悪名高いアル・カポネで、宿敵ノースサイド・ギャングのボスであるジョージ・モランの活動の拡大に憤慨していた。

## キャスト
| 役名                       | 俳優                     | 日本語吹替                                             |
| 役名                       | 俳優                     | TBS版                                                  |
| -------------------------- | ------------------------ | ------------------------------------------------------ |
| アル・カポネ               | ジェイソン・ロバーズ     | 小林清志                                               |
| ピーター・グーゼンバーグ   | ジョージ・シーガル       | 青野武                                                 |
| ジョージ・モラン           | ラルフ・ミーカー         | 仁内建之                                               |
| マートル・ゴーマン         | ジーン・ヘイル           | 渡辺知子                                               |
| ジャック・マクガーン       | クリント・リッチ         | 伊武正巳                                               |
| ニック・ソレッロ           | フランク・シルヴェラ     | 矢田耕司                                               |
| フランク・グーゼンバーグ   | デヴィッド・キャナリー   | 木原規之                                               |
| ジョニー・メイ             | ブルース・ダーン         | 仲木隆司                                               |
| フランク・ニッティ         | ハロルド・ストーン       | 水鳥鉄夫                                               |
| ジェームズ・クラーク       | カート・クルーガー       | 飯塚昭三                                               |
| チャールズ・フィシェッティ | ポール・リチャーズ       | 加藤修                                                 |
| グージック                 | ジョー・ターケル         | 緑川稔                                                 |
| アダム・ヘイヤ―            | ミルトン・フローム       | 沢りつお                                               |
| ジョー・アイエロ           | アレクサンダー・ダーシー | 兼本新吾                                               |
| テッド・ニューベリー       | トム・リース             | 西山連                                                 |
| ランズマン夫人             |                          | 島木綿子                                               |
| アイリーン                 |                          | 鈴木れい子                                             |
| オバニオン                 | ジョン・エイガー         | 加藤修                                                 |
| ジノ                       | ジャック・ニコルソン     | 飯塚昭三                                               |
| ナレーション               | ポール・フリーズ         | 黒沢良                                                 |
| 日本語版スタッフ           |                          |                                                        |
| 演出                       | 演出                     | 長野武二郎                                             |
| 翻訳                       | 翻訳                     | 大野隆一                                               |
| 効果                       |                          |                                                        |
| 調整                       | 調整                     | 甲野博資                                               |
| 制作                       | 制作                     | ニュージャパンフィルム                                 |
| 解説                       |                          |                                                        |
| 初回放送                   | 初回放送                 | 1973年2月11日 『サンデービッグプレゼント』 20:00-21:30 |